# Saman Ghoddos
Saman Ghoddos (Perzisch: سامان قدوس; Malmö, 6 september 1993) is een Iraans-Zweeds voetballer die doorgaans speelt als spits. In september 2024 verruilde hij Brentford voor Al-Ittihad Kalba. Ghoddos maakte in 2017 zijn debuut in het Zweeds voetbalelftal. Later dat jaar besloot hij te gaan spelen voor het Iraans voetbalelftal.

## Clubcarrière
Ghoddos speelde voor FC Malmö in de jeugd en stapte daarna over naar Limhamn Bunkeflo. Bij die club maakte hij ook zijn debuut en na twee seizoenen verkaste hij naar Trelleborgs FF. Hier speelde de Zweed één jaar, waarna Syrianska FC, een niveau hoger actief, hem aantrok. Hier maakte de aanvaller achtereenvolgens zes en acht competitiedoelpunten. Deze prestaties leverden Ghoddos een stap hogerop op naar Östersunds FK. Met die club won hij in 2017 de finale van de Svenska Cupen. In februari 2018 verlengde de Zweedse Iraniër zijn verbintenis met één jaar tot eind 2020.
In de zomer van 2018 maakte Ghoddos voor circa vier miljoen euro de overstap naar Amiens, waar hij zijn handtekening zette onder een verbintenis voor de duur van vijf seizoenen. In september 2020 huurde Brentford de aanvaller voor een seizoen, met een optie om hem definitief over te nemen. Na een half seizoen werd deze optie gelicht en tekende Ghoddos voor tweeënhalf jaar voor Brenford. Aan het einde van het seizoen 2022/23 mocht Ghoddos transfervrij vertrekken bij Brentford. Een kleine twee maanden na zijn vertrek tekende hij toch weer voor een jaar bij Brentford. Na dit jaar vertrok Ghoddos wel definitief bij Brentford, waarop hij een contract bij Al-Ittihad Kalba tekende.

## Clubstatistieken
| Seizoen | Club             | Competitie     | Competitie | Competitie | Beker | Beker | Internationaal | Internationaal | Totaal | Totaal |
| Seizoen | Club             | Competitie     | Wed.       | Dlp.       | Wed.  | Dlp.  | Wed.           | Dlp.           | Wed.   | Dlp.   |
| ------- | ---------------- | -------------- | ---------- | ---------- | ----- | ----- | -------------- | -------------- | ------ | ------ |
| 2011    | Limhamn Bunkeflo | Division 1     | 16         | 0          | 2     | 0     | —              | —              | 28     | 0      |
| 2012    | Limhamn Bunkeflo | Division 1     | 23         | 4          | 1     | 0     | —              | —              | 24     | 4      |
| 2013    | Trelleborgs FF   | Division 1     | 18         | 1          | 0     | 0     | —              | —              | 18     | 1      |
| 2014    | Syrianska FC     | Superettan     | 29         | 6          | 3     | 1     | —              | —              | 32     | 7      |
| 2015    | Syrianska FC     | Superettan     | 25         | 8          | 4     | 2     | —              | —              | 29     | 10     |
| 2016    | Östersunds FK    | Allsvenskan    | 27         | 10         | 4     | 2     | —              | —              | 31     | 12     |
| 2017    | Östersunds FK    | Allsvenskan    | 23         | 8          | 6     | 6     | 11             | 5              | 40     | 19     |
| 2018    | Östersunds FK    | Allsvenskan    | 15         | 9          | 5     | 2     | 2              | 0              | 22     | 11     |
| 2018/19 | Amiens           | Ligue 1        | 27         | 4          | 1     | 0     | —              | —              | 28     | 4      |
| 2019/20 | Amiens           | Ligue 1        | 5          | 1          | 2     | 0     | —              | —              | 7      | 1      |
| 2020/21 | Amiens           | Ligue 2        | 2          | 0          | 0     | 0     | —              | —              | 2      | 0      |
| 2020/21 | → Brentford      | Championship   | 16         | 0          | 3     | 1     | —              | —              | 19     | 1      |
| 2020/21 | Brentford        | Championship   | 27         | 3          | 1     | 0     | —              | —              | 28     | 3      |
| 2021/22 | Brentford        | Premier League | 17         | 1          | 6     | 0     | —              | —              | 23     | 1      |
| 2022/23 | Brentford        | Premier League | 15         | 0          | 3     | 0     | —              | —              | 18     | 0      |
| 2023/24 | Brentford        | Premier League | 19         | 1          | 1     | 0     | —              | —              | 20     | 1      |
| 2024/25 | Al-Ittihad Kalba | UAE Pro League | 18         | 4          | 2     | 0     | —              | —              | 20     | 4      |
| Totaal  | Totaal           | Totaal         | 322        | 60         | 44    | 14    | 13             | 5              | 377    | 79     |

Bijgewerkt op 30 juni 2025.

## Interlandcarrière
Ghoddos maakte zijn debuut in het Zweeds voetbalelftal op 8 januari 2017, toen met 2–1 verloren werd van Ivoorkust. Serge N'Guessan en Giovanni Sio scoorden voor de Ivorianen en de tegentreffer kwam van als eigen doelpunt van Wilfried Kanon. Ghoddos moest van bondscoach Janne Andersson op de reservebank starten, maar zestien minuten voor tijd betrad hij het veld voor Oscar Lewicki. De andere debutanten dit duel waren Peter Abrahamsson (BK Häcken), Franz Brorsson (Malmö FF), David Moberg Karlsson, Sebastian Andersson (beiden IFK Norrköping), Kristoffer Olsson (FC Midtjylland), Joel Allansson (Randers FC), Per Frick (IF Elfsborg) en Alexander Isak (AIK Solna). In zijn tweede interland, vier dagen later tegen Slowakije, viel hij opnieuw in voor Lewicki. Nu tekende hij in de blessuretijd voor de laatste treffer (0–6), nadat ook Isak, Karlsson, Andersson (tweemaal) en Frick doel getroffen hadden.
In juni 2017 werd Ghoddos benaderd door de Iraanse voetbalbond om in het Iraans voetbalelftal te gaan spelen. De aanvaller verklaarde dat hij nog niet gekozen had tussen Zweden en Iran en dat hij voor beide landen kon gaan kiezen. Een paar dagen later ontving hij zijn Iraans paspoort, waardoor hij officieel speelgerechtigd was voor dat land. Voor Iran maakte hij zijn debuut op 5 oktober 2017, toen met 2–0 gewonnen werd van Togo door twee treffers van Karim Ansarifard. Ghoddos mocht van bondscoach Carlos Queiroz in de basis starten en hij werd na drieënzestig minuten vervangen door Reza Ghoochannejhad. In mei 2018 werd Ghoddos door Queiroz opgenomen in de selectie van Iran voor het WK voetbal in Rusland. Op het eindtoernooi werd Iran in de groepsfase uitgeschakeld. Van Marokko werd met 0–1 gewonnen, maar door een nederlaag tegen Spanje (0–1) en een gelijkspel tegen Portugal (1–1) werden de Iraniërs uitgeschakeld. Ghoddos mocht tijdens alle drie de wedstrijden als invaller het veld betreden.
| Interlands van Saman Ghoddos voor Zweden | Interlands van Saman Ghoddos voor Zweden | Interlands van Saman Ghoddos voor Zweden | Interlands van Saman Ghoddos voor Zweden | Interlands van Saman Ghoddos voor Zweden | Interlands van Saman Ghoddos voor Zweden | Interlands van Saman Ghoddos voor Zweden |
| №                                        | Datum                                    | Wedstrijd                                | Uitslag                                  | Competitie                               | Goals                                    |                                          |
| Als speler bij Östersunds FK             | Als speler bij Östersunds FK             | Als speler bij Östersunds FK             | Als speler bij Östersunds FK             | Als speler bij Östersunds FK             | Als speler bij Östersunds FK             | Als speler bij Östersunds FK             |
| ---------------------------------------- | ---------------------------------------- | ---------------------------------------- | ---------------------------------------- | ---------------------------------------- | ---------------------------------------- | ---------------------------------------- |
| 1                                        | 8 januari 2017                           | Ivoorkust – Zweden                       | 2 – 1                                    | Vriendschappelijk                        |                                          |                                          |
| 2                                        | 12 januari 2017                          | Slowakije – Zweden                       | 0 – 6                                    | Vriendschappelijk                        | 90+2'                                    |                                          |

| Interlands van Saman Ghoddos voor Iran | Interlands van Saman Ghoddos voor Iran | Interlands van Saman Ghoddos voor Iran | Interlands van Saman Ghoddos voor Iran | Interlands van Saman Ghoddos voor Iran | Interlands van Saman Ghoddos voor Iran | Interlands van Saman Ghoddos voor Iran |
| №                                      | Datum                                  | Wedstrijd                              | Uitslag                                | Competitie                             | Goals                                  |                                        |
| Als speler bij Östersunds FK           | Als speler bij Östersunds FK           | Als speler bij Östersunds FK           | Als speler bij Östersunds FK           | Als speler bij Östersunds FK           | Als speler bij Östersunds FK           | Als speler bij Östersunds FK           |
| -------------------------------------- | -------------------------------------- | -------------------------------------- | -------------------------------------- | -------------------------------------- | -------------------------------------- | -------------------------------------- |
| 1                                      | 5 oktober 2017                         | Iran – Togo                            | 2 – 0                                  | Vriendschappelijk                      |                                        |                                        |
| 2                                      | 10 oktober 2017                        | Rusland – Iran                         | 1 – 1                                  | Vriendschappelijk                      |                                        |                                        |
| 3                                      | 9 november 2017                        | Iran – Panama                          | 2 – 1                                  | Vriendschappelijk                      | 18'                                    |                                        |
| 4                                      | 13 november 2017                       | Venezuela – Iran                       | 0 – 1                                  | Vriendschappelijk                      |                                        |                                        |
| 5                                      | 23 maart 2018                          | Tunesië – Iran                         | 1 – 0                                  | Vriendschappelijk                      |                                        |                                        |
| 6                                      | 27 maart 2018                          | Iran – Algerije                        | 2 – 1                                  | Vriendschappelijk                      |                                        |                                        |
| 7                                      | 28 mei 2018                            | Turkije – Iran                         | 2 – 1                                  | Vriendschappelijk                      |                                        |                                        |
| 8                                      | 8 juni 2018                            | Iran – Litouwen                        | 1 – 0                                  | Vriendschappelijk                      |                                        |                                        |
| 9                                      | 15 juni 2018                           | Marokko – Iran                         | 0 – 1                                  | WK 2018                                |                                        |                                        |
| 10                                     | 20 juni 2018                           | Iran – Spanje                          | 0 – 1                                  | WK 2018                                |                                        |                                        |
| 11                                     | 25 juni 2018                           | Iran – Portugal                        | 1 – 1                                  | WK 2018                                |                                        |                                        |
| Als speler bij Amiens                  |                                        |                                        |                                        |                                        |                                        |                                        |
| 12                                     | 11 september 2018                      | Oezbekistan – Iran                     | 0 – 1                                  | Vriendschappelijk                      |                                        |                                        |
| 13                                     | 16 oktober 2018                        | Iran – Bolivia                         | 2 – 1                                  | Vriendschappelijk                      |                                        |                                        |
| 14                                     | 20 november 2018                       | Iran – Venezuela                       | 1 – 1                                  | Vriendschappelijk                      |                                        |                                        |
| 15                                     | 31 december 2018                       | Qatar – Iran                           | 1 – 2                                  | Vriendschappelijk                      |                                        |                                        |
| 16                                     | 7 januari 2019                         | Iran – Jemen                           | 5 – 0                                  | AK 2019                                | 78'                                    |                                        |
| 17                                     | 12 januari 2019                        | Vietnam – Iran                         | 0 – 2                                  | AK 2019                                |                                        |                                        |
| 18                                     | 16 januari 2019                        | Iran – Irak                            | 0 – 0                                  | AK 2019                                |                                        |                                        |
| 19                                     | 20 januari 2019                        | Iran – Oman                            | 2 – 0                                  | AK 2019                                |                                        |                                        |
| 20                                     | 24 januari 2019                        | China – Iran                           | 0 – 3                                  | AK 2019                                |                                        |                                        |
| 21                                     | 28 januari 2019                        | Iran – Japan                           | 0 – 3                                  | AK 2019                                |                                        |                                        |
| Als speler bij Brentford               |                                        |                                        |                                        |                                        |                                        |                                        |
| 22                                     | 8 oktober 2020                         | Oezbekistan – Iran                     | 1 – 2                                  | Vriendschappelijk                      |                                        |                                        |
| 23                                     | 3 juni 2021                            | Iran – Hongkong                        | 3 – 1                                  | WK 2022 kwalificatie                   |                                        |                                        |
| 24                                     | 7 juni 2021                            | Bahama's – Iran                        | 0 – 3                                  | WK 2022 kwalificatie                   |                                        |                                        |
| 25                                     | 11 juni 2021                           | Cambodja – Iran                        | 0 – 10                                 | WK 2022 kwalificatie                   |                                        |                                        |
| 26                                     | 15 juni 2021                           | Iran – Irak                            | 1 – 0                                  | WK 2022 kwalificatie                   |                                        |                                        |
| 27                                     | 2 september 2021                       | Iran – Syrië                           | 1 – 0                                  | WK 2022 kwalificatie                   |                                        |                                        |
| 28                                     | 7 september 2021                       | Irak – Iran                            | 0 – 3                                  | WK 2022 kwalificatie                   |                                        |                                        |
| 29                                     | 11 november 2021                       | Libanon – Iran                         | 1 – 2                                  | WK 2022 kwalificatie                   |                                        |                                        |
| 30                                     | 27 januari 2022                        | Iran – Irak                            | 1 – 0                                  | WK 2022 kwalificatie                   |                                        |                                        |
| 31                                     | 1 februari 2022                        | Iran – Verenigde Arabische Emiraten    | 1 – 0                                  | WK 2022 kwalificatie                   |                                        |                                        |
| 32                                     | 23 september 2022                      | Iran – Uruguay                         | 1 – 0                                  | Vriendschappelijk                      |                                        |                                        |
| 33                                     | 27 september 2022                      | Senegal – Iran                         | 1 – 1                                  | Vriendschappelijk                      |                                        |                                        |
| 34                                     | 29 november 2022                       | Iran – Verenigde Staten                | 0 – 1                                  | WK 2022                                |                                        |                                        |
| 35                                     | 7 september 2023                       | Bulgarije – Iran                       | 0 – 1                                  | Vriendschappelijk                      |                                        |                                        |
| 36                                     | 12 september 2023                      | Iran – Angola                          | 4 – 0                                  | Vriendschappelijk                      |                                        |                                        |
| 37                                     | 13 oktober 2023                        | Jordanië – Iran                        | 1 – 3                                  | Vriendschappelijk                      |                                        |                                        |
| 38                                     | 17 oktober 2023                        | Qatar – Iran                           | 0 – 4                                  | Vriendschappelijk                      |                                        |                                        |
| 39                                     | 16 november 2023                       | Iran – Hongkong                        | 4 – 0                                  | WK 2026 kwalificatie                   |                                        |                                        |
| 40                                     | 21 november 2023                       | Oezbekistan – Iran                     | 2 – 2                                  | WK 2026 kwalificatie                   |                                        |                                        |
| 41                                     | 5 januari 2024                         | Iran – Burkina Faso                    | 2 – 1                                  | Vriendschappelijk                      |                                        |                                        |
| 42                                     | 9 januari 2024                         | Indonesië – Iran                       | 0 – 5                                  | Vriendschappelijk                      | 3'                                     |                                        |
| 43                                     | 14 januari 2024                        | Iran – Palestina                       | 4 – 1                                  | AK 2023                                |                                        |                                        |
| 44                                     | 19 januari 2024                        | Hongkong – Iran                        | 0 – 1                                  | AK 2023                                |                                        |                                        |
| 45                                     | 23 januari 2024                        | Iran – Verenigde Arabische Emiraten    | 2 – 1                                  | AK 2023                                |                                        |                                        |
| 46                                     | 31 januari 2024                        | Iran – Syrië                           | 1 – 1 (5 – 3 n.s.)                     | AK 2023                                |                                        |                                        |
| 47                                     | 3 februari 2024                        | Iran – Japan                           | 2 – 1                                  | AK 2023                                |                                        |                                        |
| 48                                     | 7 februari 2024                        | Qatar – Iran                           | 3 – 2                                  | AK 2023                                |                                        |                                        |
| 49                                     | 21 maart 2024                          | Iran – Turkmenistan                    | 5 – 0                                  | WK 2026 kwalificatie                   |                                        |                                        |
| 50                                     | 26 maart 2024                          | Turkmenistan – Iran                    | 0 – 1                                  | WK 2026 kwalificatie                   |                                        |                                        |
| 51                                     | 6 juni 2024                            | Hongkong – Iran                        | 2 – 4                                  | WK 2026 kwalificatie                   |                                        |                                        |
| 52                                     | 11 juni 2024                           | Iran – Oezbekistan                     | 0 – 0                                  | WK 2026 kwalificatie                   |                                        |                                        |
| Als speler zonder club                 |                                        |                                        |                                        |                                        |                                        |                                        |
| 53                                     | 5 september 2024                       | Iran – Kirgizië                        | 1 – 0                                  | WK 2026 kwalificatie                   |                                        |                                        |
| 54                                     | 10 september 2024                      | Verenigde Arabische Emiraten – Iran    | 0 – 1                                  | WK 2026 kwalificatie                   |                                        |                                        |
| Als speler bij Al-Ittihad Kalba        |                                        |                                        |                                        |                                        |                                        |                                        |
| 55                                     | 10 oktober 2024                        | Oezbekistan – Iran                     | 0 – 0                                  | WK 2026 kwalificatie                   |                                        |                                        |
| 56                                     | 20 maart 2025                          | Iran – Verenigde Arabische Emiraten    | 2 – 0                                  | WK 2026 kwalificatie                   |                                        |                                        |
| 57                                     | 25 maart 2025                          | Iran – Oezbekistan                     | 2 – 2                                  | WK 2026 kwalificatie                   |                                        |                                        |
| 58                                     | 5 juni 2025                            | Qatar – Iran                           | 1 – 0                                  | WK 2026 kwalificatie                   |                                        |                                        |
| 59                                     | 10 juni 2025                           | Iran – Noord-Korea                     | 3 – 0                                  | WK 2026 kwalificatie                   |                                        |                                        |

Bijgewerkt op 30 juni 2025.

## Erelijst
| Svenska Cupen | 1 | 2016/17 |